# Giao lộ Geumto
Giao lộ Geumto (Tiếng Hàn: 금토 분기점, 금토JC, Hanja: 金土分岐點), còn được gọi là Geumto JC, là giao lộ nơi Đường cao tốc Gyeongbu và Đường cao tốc Yongin–Seoul gặp nhau ở Geumto-dong, Sujeong-gu, Seongnam-si, Gyeonggi-do. Nó được thông xe vào ngày 12 tháng 7 năm 2018. Tên bắt nguồn từ Geumto-dong, Seongnam-si, nơi nó tọa lạc và tên dự kiến tại thời điểm xây dựng là Giao lộ Seongnam.

## Lịch sử
- Tháng 7 năm 2015 : Ký thỏa thuận đấu nối nút giao hướng Busan[1]
- Tháng 3/2016: Khởi công xây dựng đường nối sang Busan[1]
- Tháng 4/2016 : Ký kết thỏa thuận kết nối hai chiều[1]
- Tháng 11/2016 : Khởi công xây dựng đường giao nhau hướng Seoul[1]
- 9 tháng 2 năm 2017: Thông báo về khu vực Geumto-dong, Sujeong-gu trong Trung tâm Giao thông Cơ sở Quy hoạch Đô thị Thành phố Seongnam để thành lập một nút giao vào tháng 7 năm 2018[2]
- 12 tháng 7 năm 2018: Mở đoạn đường nối của Giao lộ hướng Đường cao tốc Gyeongbu →  Đường cao tốc Yongin–Seoul[3]
- 27 tháng 12 năm 2018: Mở đoạn đường nối của Giao lộ hướng Đường cao tốc Yongin–Seoul → Đường cao tốc GyeongbuĐường cao tốc Yongin–Seoul[4]

## Thông tin cấu trúc
- Vị trí: Geumto-dong, Sujeong-gu, Seongnam-si, Gyeonggi-do

## Kết nối các tuyến đường

### Hướng điBusan・Seoul
- Đường cao tốc Gyeongbu (Số 48-1)

### Hướng điYongin・Seoul
- Đường cao tốc Yongin–Seoul (Số 5-1)

## Kế hoạch tương lai
- Trong tương lai, Đường cao tốc Seongnam-Seocho sẽ được xây dựng. Nó được lên kế hoạch là một dự án đầu tư tư nhân nối Giao lộ Geumto với Đường vành đai Gangnam và Đường hầm Umyeonsan.